# Камерон Бојс
Камерон Бојс (енгл. Cameron Boyce, 28. мај 1999 — 6. јул 2019) био је амерички глумац, најпознатији по улози у телевизијској серији Џеси која се емитовала на Дизни каналу, а касније по улози Карлоса у филму Наследници, као и у наставцима филма Наследници 2 и Наследници 3. Године 2015. глумио је Конора у телевизијској серији Гејмерски водич за безмало све на мрежи Дизни Екс-Ди.
Каријеру је започео улогом у натприродном хорор филму Огледала (2008).

## Лични живот
Живео је у Лос Анђелесу са мајком, оцем и сестром. Његов омиљени стил плеса био је брејкденс. Заједно са четворо својих пријатеља, био је члан брејкденс групе која се зове „X Mob”. Његов отац био је афроамериканац, а његова мајка Јеврејка.

## Смрт
Бојс је 6. јула 2019. године пронађен мртав у свом дому. Према изјавама Бојсове породице, Бојс је преминуо у сну у свом дому у Лос Анђелесу „услед напада који је био последица трајног медицинског стања због кога се лечио”. Обављена је аутопсија, али узрок смрти није објављен док се не заврши истрага. Бојсова породица је 9. јула 2019. године потврдила да је узрок његове смрти био епилептички напад, а Бојсу је раније дијагностикована епилепсија. Резултате аутопсије објавио је мртвозорник округа Лос Анђелес 30. јула 2019. године, потврдивши да је узрок Бојсове смрти последица компликације епилепсије.
Његово тело је кремирано, а пепео је враћен његовој породици.